# Kaposfő
Kaposfő là một thị trấn thuộc hạt Somogy, Hungary. Thị trấn này có diện tích 27,26 km², dân số năm 2010 là 1684 người, mật độ 62 người/km².